# Sergio Dalma
Josep Sergi Capdevila Querol, född 28 september 1964 i Sabadell, är en spansk popsångare. Han är en av Spaniens främsta artister sett till antalet sålda album. Han är främst känd under artistnamnet Sergio Dalma, som är en kombination av hans förnamn Sergi och faderns släktnamn Dalma.
Under 1980-talet sjöng Dalma i flera olika band och turnerade i Katalonien. Han släppte sitt debutalbum, Esa Chica es Mía, 1989 och titelspåret blev en stor hit i både Spanien och Latinamerika. Albumet sålde platina i flera länder 1990 och 1991 släppte han albumet Sintiéndonos la piel. Samma år utsågs han till Spaniens representant i Eurovision Song Contest 1991, där han framförde bidraget Bailar pegados och kom på 4:e plats med 119 poäng. Låten blev en stor framgång i både Latinamerika och hos den spanskspråkiga befolkningen i USA. 1993 blev han inbjuden att både uppträda och vara en del av juryn i den chilenska musikfestivalen Viña del Mar.
Han var gift med modellen Maribel Sana 1994-1998.
2010 släppte han albumen Vía Dalma och Vía Dalma II, vilka blivit mest framgångsrika album.

## Diskografi
- Esa chica es mía (1989)
- Sintiéndonos la piel (1991)
- Adivina (1992)
- Sólo para ti (1993)
- Cuerpo a cuerpo (1995)
- En concierto (1996)
- Historias normales (1998)
- Nueva vida (2000)
- De otro color (2003)
- Todo lo que quieres (2006)
- A buena hora (2008)
- Trece (2010)
- Vía Dalma (2010)
- Vía Dalma II (2011)
- Cadore 33 (2013)